# Dunham-on-Trent
Dunham-on-Trent – wieś i civil parish w Anglii, w hrabstwie Nottinghamshire, w dystrykcie Bassetlaw. Leży 42 km na północny wschód od miasta Nottingham i 200 km na północ od Londynu. W 2011 civil parish liczyła 343 mieszkańców. Dunham jest wspomniana w Domesday Book (1086) jako Dune/ham.